# Wolfgang Uhlmann

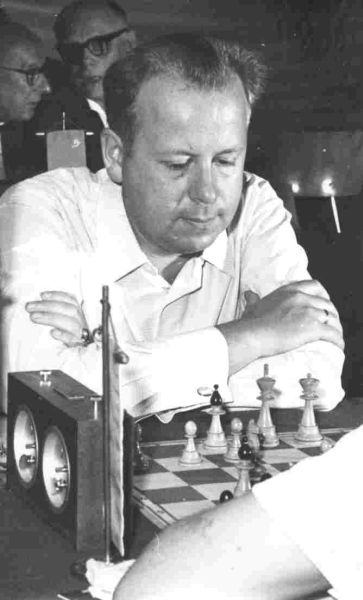
Wolfgang Uhlmann (1967)

Wolfgang Uhlmann (Dresden, 29 maart 1935 – aldaar, 24 augustus 2020) was een Oost-Duits schaker. Hij wordt beschouwd als de succesvolste schaker van zijn land.
Op 24-jarige leeftijd werd Uhlmann grootmeester van de FIDE. Hij was elfmaal kampioen van de DDR en heeft meer dan tien keer meegedaan met de Schaakolympiade.
Uhlmann heeft een variant in de schaakopening Ben-Oni op zijn naam staan:

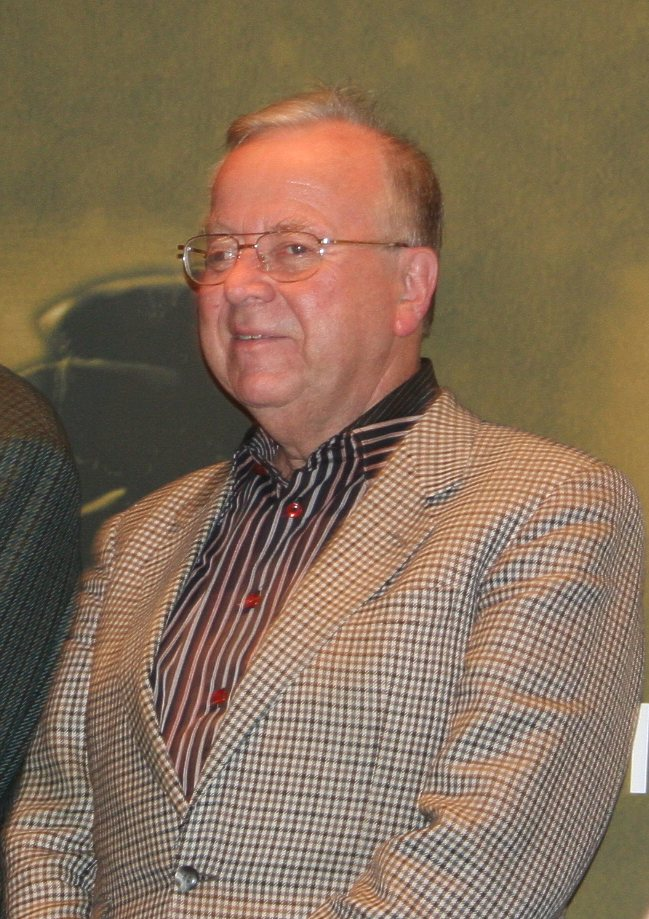
Wolfgang Uhlmann (2005)

 1.d4 Pf6 2.c4 c5 3.d5 e6 4.Pc3 exd5 5.cxd5 d6 6.Pf3 g6 7.Lg5
|   | Uhlmannvariant in het Ben-Oni |    |    |    |    |    |    |    |
| 8 | rd                            | nd | bd | qd | kd | bd |    | rd |
| 7 | pd                            | pd |    |    |    | pd |    | pd |
| 6 |                               |    |    | pd |    | nd | pd |    |
| 5 |                               |    | pd | pl |    |    | bl |    |
| 4 |                               |    |    |    |    |    |    |    |
| 3 |                               |    | nl |    |    | nl |    |    |
| 2 | pl                            | pl |    |    | pl | pl | pl | pl |
| 1 | rl                            |    |    | ql | kl | bl |    | rl |
|   | a                             | b  | c  | d  | e  | f  | g  | h  |
|   | stelling na 7.Lg5             |    |    |    |    |    |    |    |

## Biografie
Het schaaktalent van Wolfgang Uhlmann bleek al in 1951, door zijn overwinning bij het jeugdkampioenschap van de gezamenlijke Duitslanden. Daarnaast volgde hij van 1949 tot 1952 een opleiding tot boekdrukker en vervolgens een opleiding tot "Industriekaufmann". Later werd hij ondersteund door de staat en kon hij zich exclusief wijden aan de schaaksport.
Uhlmann, die elf keer DDR-kampioen werd (1954, 1955, 1958, 1964, 1968, 1975, 1976, 1981, 1983, 1985 en 1986), werd in 1956 Internationaal Meester (IM) en in 1959 grootmeester (GM).

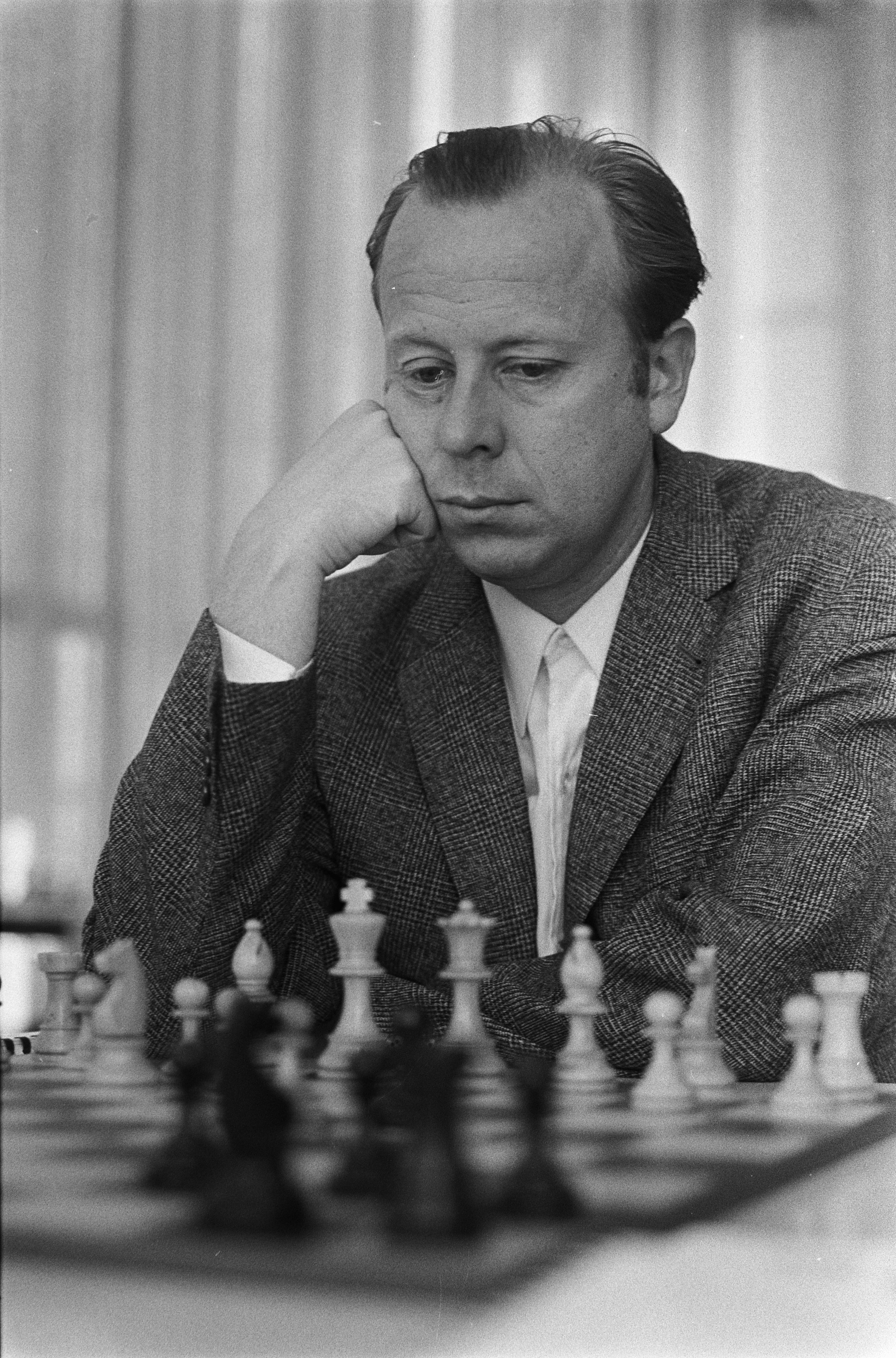
Wolfgang Uhlmann in 1970

Sinds 1954, het jaar waarin hij voor het eerst deelnam aan een zonetoernooi (in Mariánské Lázně, hij werd 13e), was hij betrokken bij de strijd om het wereldkampioenschap. Bij het zonetoernooi in Wageningen in 1957 werd hij vijfde. In 1960 zou hij deelnemen aan het zonetoernooi in Berg en Dal, maar werd hem de toegang tot Nederland geweigerd (zie Politiek incident). Daarop boycotten de deelnemers uit de andere Warschaupact-landen het toernooi, dat in 1961 in Mariánské Lázně opnieuw gehouden werd. Hier kwalificeerde Uhlmann zich via een 3e plaats voor het interzonetoernooi in Stockholm (1962), waar hij gedeeld 9e-10e eindigde. Door een overwinning op het zonetoernooi in Raach 1969, kon hij opnieuw deelnemen aan een interzonetoernooi, in Palma de Mallorca, 1970. Hij eindigde gedeeld 5e–6e, waardoor hij kon deelnemen aan het kandidatentoernooi in 1971 in Las Palmas. Daarin verloor hij in de kwartfinale zijn match tegen de Deen Bent Larsen met 5½–3½. Ook in 1973 in Leningrad en in 1976 in Manilla nam hij deel aan een interzonetoernooi, maar hij bereikte niet meer het kandidatentoernooi.
In de jaren 60 had Uhlmann zijn meest succesvolle fase. In 1964 won hij gedeeld met Lev Poloegajevski in Sarajevo en gedeeld met Vassily Smyslov won hij in Havanna. Met Borislav Ivkov won hij in 1965 in Zagreb, voor de wereldkampioen Tigran Petrosjan. Rond de jaarwisseling 1965/1966 won hij met Boris Spasski het traditionele Hastings-toernooi. Samen met David Bronstein won hij in 1968 het Lasker-Memorial in Berlijn.
Ook als senior schaakte hij nog zeer goed. Hij nam deel aan meerdere wereldkampioenschappen voor senioren. Bij het wereldkampioenschap voor senioren in 1998 in Grieskirchen werd Uhlmann tweede, met evenveel punten als de winnaar Vladimir Bagirov. In 1996 werd de Russische grootmeester Alexei Suetin wereldkampioen bij de senioren, in Bad Liebenzell; Uhlmann eindigde op de vierde plaats. Bij de Duitse seniorenkampioenschappen werd hij in 2001 en in 2006 eerste.
Wolfgang Uhlmann was lid van de schaakafdeling van USV TU Dresden. Hij overleed in augustus 2020 aan de gevolgen van een val.

## Resultaten in schaakteams
Met het team van de DDR nam Uhlmann deel aan de Schaakolympiades van 1956, 1958, 1960, 1962, 1964, 1966, 1968, 1970, 1972, 1988 en 1990 (van 1974 tot 1986 mocht de DDR niet deelnemen aan Schaakolympiade vanwege een verbod vanuit de Duitse Turn- en Sportbond, de DTSB). In 1964 behaalde hij de beste en in 1966 de op twee na beste individuele prestatie aan het eerste bord. Bij het Europees schaakkampioenschap voor landenteams in 1970 werd Uhlmann met het team van de DDR derde en behaalde hij de beste individuele prestatie aan het eerste bord (voor Tigran Petrosjan). In 1970 werd hij in de match "Rusland versus de rest van de wereld" opgesteld aan bord 7 van het team 'Rest van de wereld', waar hij verloor van Mark Tajmanov met 1½-2½.

## Politiek incident

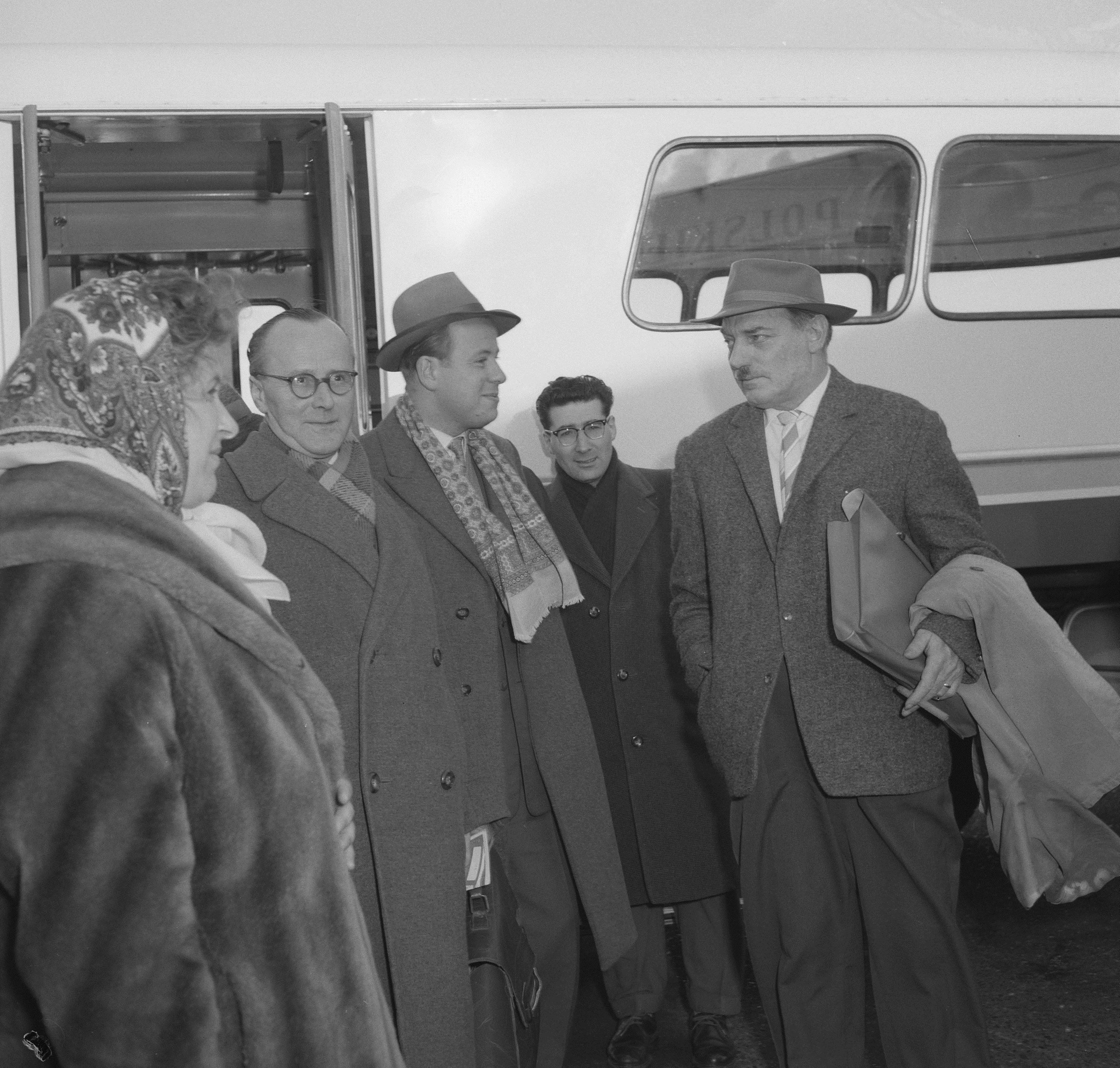
Wolfgang Uhlmann (met hoed, midden) en Henk van Steenis (met hoed, rechts), 18 nov. 1960

In november 1960 zou Uhlmann in Nederland deelnemen aan het zonetoernooi in Berg en Dal. Toen hem een inreisvisum werd geweigerd, kon de voorzitter van de KNSB, Henk van Steenis, niet veel anders doen dan Uhlmann op Schiphol verwelkomen en direct afscheid nemen (zie foto). Uit verontwaardiging trokken de andere deelnemers uit de landen van het Warschaupact zich terug, waarna het toernooi moest worden afgelast.
In de Tweede Kamer werden vragen gesteld door Marcus Bakker (CPN). De ophef leidde ertoe, dat Uhlmann in 1961 wel een visum kreeg. Hij werd door de andere deelnemers ontvangen met een ovationeel applaus.